# Thomas Schücke
Thomas Schücke, né le 2 février 1955, est un acteur de cinéma et de télévision allemand.

## Biographie
Thomas Schücke reçoit sa formation d'acteur à l'école Falckenberg. De 1980 à 1982, il est membre de la troupe de théâtre Zauberflöte de Munich. Ce groupe a donné des représentations à Zurich, Brême, Berlin et Munich, entre autres. Les pièces jouées comprenaient Looking Back in Anger de John Osborne et Kabale und Liebe de Schiller.
Schücke s'est surtout fait connaître comme acteur de séries télévisées à succès telles que Inspecteur Derrick, Le Renard ou encore Siska.
En 2005, il prend sa retraite d'acteur et travaille depuis en tant que psychologue qualifié.

## Filmographie partielle

### Films
- 1989 : Un dieu rebelle : John[F 1].

### Séries télévisées
- 1980 : Inspecteur Derrick : L'accident (7e saison, ep. 13) : Wiebler[F 2] ;
- 1981 : Inspecteur Derrick : Au bord du gouffre (8e saison, ep. 2) : Arthur Bandera[F 3] ;
- 1981 : Inspecteur Derrick : La sixième allumette (8e saison, ep. 7) : Jo Mahler[F 4] ;
- 1983 : Inspecteur Derrick : Dernier rendez-vous (10e saison, ep. 6) : Peter Hagemann[F 5] ;
- 1985 : L'Enquêteur : L'amour est aveugle (1re saison, ep. 2) : Eduard Hinsberg[F 6] ;
- 1985 : Le Renard : Le fils (9e saison, ep. 10) : Peter Ferdi[F 7] ;
- 1986 : Inspecteur Derrick : Enquête parallèle (11e saison, ep. 6) : Martin Maurus[F 8] ;
- 1987 à 1990 : Diese Drombuschs (de) (14 épisodes) : Dr Peter Wollinski[F 9] ;
- 1988 : Hals über Kopf (de) : Das Lehmkind (1re saison, ep. 2) : Bruno[F 10] ;
- 1988 : Drei D (de) : Thomas Schücke[F 11] ;
- 1992 : Liebe auf Bewährung (de) (1re saison) : Niels Ingeborg[F 12] ;
- 1992 : Inspecteur Derrick : Les festins de Monsieur Borgelt (19e saison, ep. 4) : Manfred Lessner[F 13] ;
- 1992 : Inspecteur Derrick : Le monde de Billie (19e saison, ep. 10) : Hajo Dickel[F 14] ;
- 1993 : Happy Holiday (de) : Liebe auf den zweiten Blick (1re saison, ep. 1) : Marco[F 15] ;
- 1994 : Die Sieger
- 1994 : Inspecteur Derrick : Dîner avec Bruno (21e saison, ep. 12) : Jürgen Simon[F 16] ;
- 1995 : Le Renard : Les âmes perdues (19e saison, ep. 6) : Jost Meinhold[F 17] ;
- 1996 : SK-Babies (de) (9 épisodes) : Chef détective Stefan Jarcyk[F 18] ;
- 1997 : Le Renard : Mariage avec la mort (21e saison, ep. 3) : Hank Kreuzer[F 19] ;
- 1997 : Le Renard : Une victime de choix (21e saison, ep. 9) : Olaf Petran[F 20] ;
- 1998 : Le Renard : Violence extrême (22e saison, ep. 7) : Bruno Rupert[F 21] ;
- 1998 : Inspecteur Derrick : Drôle d'oiseau (25e saison, ep. 4) : Paul[F 22] ;
- 1999 : Dr. Stefan Frank (de) : Ins eigene Fleisch (5e saison, ep. 11) : Wolfgang Unger[F 23] ;
- 1999 à 2005 : Siska (7 épisodes) : Dieter Gellert, Gert Schöning, Hannes, Mahlmann, Manfred Hoffmann, Rudolf Hofberger et Simon Fürst[F 24] ;
- 2001 : Le Renard : Dérapage non contrôlé (25e saison, ep. 6) : Roland Burger[F 25] ;
- 2002 : Le Renard : À chacun son rôle (26e saison, ep. 5) : Thomas Parkon[F 26] ;
- 2003 : Le Renard : Tout est fini (27e saison, ep. 9) : Thomas Schücke[F 27] ;
- 2004 : Le Renard : L'affaire Frank Berger (28e saison, ep. 1) : Bernd Spormann[F 28] ;
- 2004 : Le Renard : Une drôle de paternité (28e saison, ep. 3) : Bertold Kassei[F 29].